# 塾クセジュ
塾クセジュ（じゅくくせじゅ、仏文名： Que sais-je?）は、千葉県柏市に本部を置く学習塾。

## 概要
「新世代へ捧げる新しい人づくり」というキャッチフレーズのもとにすすめられる、小学生から高校生を対象とした全人教育。それにともなう形で、受験指導も行われる。千葉県東葛地域における高校受験が強みである。
塾名のクセジュ（Que sais-je?）は、「我、何をか知る（私は何を知っているだろうか）」を意味するフランス語。モンテーニュの『エセー』による。学問を通じ先人や自然の偉大さを知ることで、自らの存在の小さなること・森羅万象の不可解なることを深く認識し、より謙虚に・よりひたむきに、学ぶ姿勢を維持・向上してゆく。そういう、学問を志す上での基本理念を示す言葉である。

## 沿革
- 1984年（昭和59年）12月 - 創立。東武野田線江戸川台駅東口、千葉県流山市江戸川台東に江戸川台教室開校。
- 1998年（平成10年） - 柏教室開校。
- 2002年（平成14年） - 松葉教室開校。
- 2005年（平成17年） - 新松戸教室開校。
- 2006年（平成18年） - 我孫子教室開校。
- 2007年（平成19年） - 中学部本格教養型カリキュラム「クセジュ・リベラルアーツ」始動。
- 2013年（平成25年） - クセジュ高校部移転。

## 特徴
- 以下の3点を教育理念に据えている。

1. 既存の価値観にとらわれず独自の視点をもち、革新を恐れない。
2. 責任あるリーダーシップと問題発見及び解決能力を有する。
3. 論理的思考と創造的感性、すなわちホットなハートとクールなマインドの融和。

- 私塾として吉田松陰の松下村塾に倣うべく、真の教育的使命＝新時代におけるリーダー（有用な人物）の輩出を見据え、教育理念を最も重んじている。
- 「地域の教育力向上」を使命としており、「学問に対する興味・関心を刺激すること」「子どもたちに自らの視点を持たせること」「学ぶ責任の必要性を説き、創意工夫でもって困難を乗り切る術を伝えること」に重きを置く。
- 2007年（平成19年）より学習塾として初のリベラルアーツ型カリキュラム「クセジュ・リベラルアーツ」を導入。
- 2006年（平成18年）、「読売ウイークリー」誌にて、公立首都圏「合格力」ランキング第2位に認定される（1位は誉田進学塾）。
- 1クラス20名弱を上限とした集団指導。
- 3人担任制。
- 保護者会、保護者懇談会、保護者個人面談など保護者対象のイベントが多い。「子育てセミナー」「高校入試セミナー」「教育講演会」など、勉強会のようなものも頻繁に企画・実行されている。

## 事業所一覧
- 1984年（昭和59年） - 江戸川台教室
- 1996年（平成8年） - イデアル（本部・企画室）
- 1998年（平成10年） - 柏教室
- 2002年（平成14年） - 松葉教室
- 2005年（平成17年） - 新松戸教室
- 2006年（平成18年） - 我孫子教室
- 2013年（平成25年） - クセジュ高校部

## クセジュ・リベラルアーツ
2007年（平成19年）度より導入された中学部本格教養型カリキュラムの名称。学習塾として初のリベラルアーツ型カリキュラムである。